# Tigers de Calgary
 (novembre 2023).
Si vous disposez d'ouvrages ou d'articles de référence ou si vous connaissez des sites web de qualité traitant du thème abordé ici, merci de compléter l'article en donnant les références utiles à sa vérifiabilité et en les liant à la section « Notes et références ».

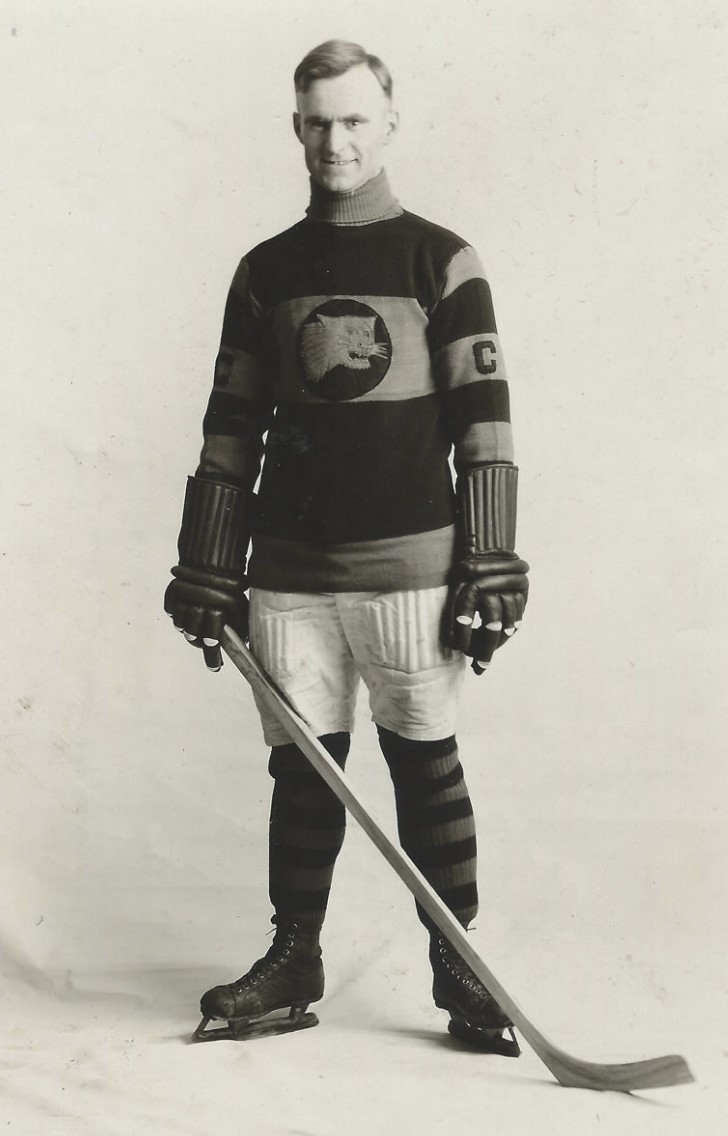
Barney Stanley dans le chandail des Tigers de Calgary vers 1921.

Les Tigers de Calgary, surnommés « Bengals », sont une ancienne équipe professionnelle de hockey sur glace basée à Calgary en Alberta.
Membre de la Big Four League, de la Western Canada Hockey League et de la Prairie Hockey League de 1920 à 1927. Les Tigers ont été ravivés en 1932, jouant pour quatre ans dans la North West Hockey League.
Créée officiellement comme une équipe d'amateurs dans l'espoir de concourir pour la Coupe Allan, les Tigers ont contribué à former la Western Canada Hockey League en 1921 pour devenir la première grande équipe de professionnels à Calgary. En 1924, les Tigers de Calgary sont devenus le premier club de Calgary à pouvoir prétendre à la Coupe Stanley.
Après avoir succombé à des pressions financières en 1927, les Tigers ont été brièvement rétablis dans le milieu des années 1930 en tant que club professionnel mineur. Les Tigers jouèrent un total de onze saisons dans quatre ligues, remportant quatre championnats au cours de leur existence. Cinq joueurs Tigers ont plus tard été introduits au Temple de la renommée du hockey.